# Панин, Геннадий Николаевич
Генна́дий Никола́евич Па́нин (род. 19 января 1967) — советский и российский легкоатлет, специалист по стипль-чезу, бегу на длинные дистанции, кроссу и марафону. Выступал в 1989—2004 годах, чемпион России по кроссу и бегу по шоссе, победитель и призёр ряда крупных международных стартов. Представлял Татарстан. Мастер спорта России международного класса. Тренер по лёгкой атлетике.

## Биография
Геннадий Панин родился 19 января 1967 года. Занимался лёгкой атлетикой в Набережных Челнах, представлял Татарстан.
Первого серьёзного успеха на всесоюзном уровне добился в сезоне 1989 года, когда на соревнованиях в Донецке выиграл серебряную медаль в беге на 3000 метров с препятствиями, установив при этом свой личный рекорд в данной дисциплине — 8:32.07.
В 1991 году в стипль-чезе на 3000 метров одержал победу на зимнем чемпионате СССР в Волгограде.
В 1993 году в стипль-чезе на 2000 метров победил на зимнем чемпионате России в Москве, в стипльчезе на 3000 метров стал бронзовым призёром на летнем чемпионате России в Москве.
В 1994 году на зимнем чемпионате России в Липецке превзошёл всех соперников в беге на 2000 метров с препятствиями и взял бронзу в беге на 3000 метров. В составе российской сборной принимал участие в чемпионате мира по кроссу в Будапеште, где занял итоговое 101-е место. Также стартовал на чемпионате мира по полумарафону в Осло — показал на финише 72-й результат.
В 1995 году выиграл стипль-чез на зимнем чемпионате России в Волгограде. Был лучшим в дисциплине 12 км на открытом чемпионате России по кроссу в Кисловодске, в то время как на чемпионате мира по кроссу в Дареме занял 63-е место. Успешно выступил на нескольких коммерческих шоссейных стартах в Нидерландах.
В 1996 году выиграл 10 км на открытом чемпионате России по бегу по шоссе в Адлере, отметился выступлением на чемпионате мира по экидену в Копенгагене. На полумарафоне в Нижнем Новгороде финишировал девятым, установив свой личный рекорд — 1:02:11. На чемпионате Европы по кроссу в Шарлеруа показал на финише 36-й результат.
В 1997 году выиграл бронзовую медаль в кроссе на 12 км на открытом чемпионате России по кроссу в Кисловодске, серебряную медаль в дисциплине 20 км на открытом чемпионате России по бегу по шоссе в Щёлково, бронзовую медаль в дисциплине 10 000 метров на летнем чемпионате России в Туле, серебряную медаль на открытом чемпионате России по полумарафону, прошедшем в рамках Московского международного марафона мира. Среди прочего — с личным рекордом 2:17:18 финишировал девятым на Амстердамском марафоне.
В 1998 году закрыл десятку сильнейших Стокгольмского марафона. На чемпионате России в Москве в беге на 10 000 метров стал седьмым.
В 1999 году стал седьмым на марафоне в Гамильтоне, выиграл марафон в Лейдене, был девятым на марафоне в Чезано-Босконе.
Вплоть до 2004 года продолжал активно выступать на различных шоссейных стартах в Европе, преимущественно в Нидерландах.
За выдающиеся спортивные достижения удостоен почётного звания «Мастер спорта России международного класса»
Впоследствии работал тренером-преподавателем в Спортивной школе олимпийского резерва «Яр Чаллы» в Набережных Челнах, занимался организацией и судейством соревнований по лёгкой атлетике, один из организаторов традиционного Камского полумарафона.